# Спірвілл (Канзас)
Спірвілл (англ. Spearville) — місто (англ. city) в США, в окрузі Форд штату Канзас. Населення — 791 особа (2020).

## Географія
Спірвілл розташований за координатами 37°50′52″ пн. ш. 99°45′17″ зх. д. / 37.84778° пн. ш. 99.75472° зх. д. (37.847854, -99.754607).  За даними Бюро перепису населення США в 2010 році місто мало площу 1,56 км², уся площа — суходіл.

## Демографія
Згідно з переписом 2010 року, у місті мешкали 773 особи в 300 домогосподарствах у складі 218 родин. Густота населення становила 495 осіб/км².  Було 320 помешкань (205/км²).
Расовий склад населення:
| - 95,5 % — білих - 0,6 % — корінних американців - 0,4 % — чорних або афроамериканців - 3,4 % — осіб інших рас |

До двох чи більше рас належало 0,1 %. Частка іспаномовних становила 8,4 % від усіх жителів.
За віковим діапазоном населення розподілялося таким чином: 28,1 % — особи молодші 18 років, 56,2 % — особи у віці 18—64 років, 15,7 % — особи у віці 65 років та старші. Медіана віку мешканця становила 39,9 року. На 100 осіб жіночої статі у місті припадало 97,2 чоловіків;  на 100 жінок у віці від 18 років та старших — 89,1 чоловіків також старших 18 років.
Середній дохід на одне домашнє господарство  становив 74 828 доларів США (медіана — 60 833), а середній дохід на одну сім'ю — 91 843 долари (медіана — 81 944). Медіана доходів становила 49 485 доларів для чоловіків та 41 250 доларів для жінок. За межею бідності перебувало 2,5 % осіб, у тому числі 0,7 % дітей у віці до 18 років та 1,3 % осіб у віці 65 років та старших.
Цивільне працевлаштоване населення становило 386 осіб. Основні галузі зайнятості: освіта, охорона здоров'я та соціальна допомога — 22,8 %, роздрібна торгівля — 14,2 %, транспорт — 11,1 %, сільське господарство, лісництво, риболовля — 10,9 %.